# 2012年塞爾維亞總統選舉
2012年塞爾維亞總統選舉投票於2012年5月6日，在同一天舉行了國會選舉。托米斯拉夫·尼科利奇在這次選舉中以49.54%的得票率當選塞爾維亞總統。